# Christian O'Sullivan
Christian O'Sullivan (Oslo, 22 de agosto de 1991) es un jugador de balonmano noruego, de origen inglés, que juega de central en el SC Magdeburg y en la selección de balonmano de Noruega.
Con la selección consiguió la medalla de plata en el Campeonato Mundial de Balonmano Masculino de 2017 y en el Campeonato Mundial de Balonmano Masculino de 2019.

## Carrera
Christian comenzó su carrera en el Bækkelaget HB, un club de su país natal. En 2014 dejó el club noruego por el IFK Kristianstad, donde coincidió con su compañero de selección Kristian Bjørnsen, uno de los mejores jugadores del Campeonato Europeo de Balonmano Masculino de 2016. En el club sueco ganó dos ligas, en el año 2015 y 2016. Aquí, además, jugó la Champions League. Con la selección quedó en la cuarta posición en el Campeonato Europeo de Balonmano Masculino de 2016, donde ganaron incluso a la Selección de balonmano de Francia. Debido a esto, llamó la atención del SC Magdeburg, quien lo fichó en verano de 2016. En 2017 participó en el Campeonato Mundial de Balonmano Masculino de 2017.

## Palmarés

### IFK Kristianstad
- Handbollsligan (2): 2015 y 2016

### SC Magdeburg
- Liga Europea de la EHF (1): 2021
- Liga de Alemania de balonmano (2): 2022, 2024
- Copa de Alemania de balonmano (1): 2024
- Campeonato Mundial de Clubes de Balonmano (3): 2021, 2022, 2023
- Liga de Campeones de la EHF (1): 2023

## Clubes
- Bækkelaget HB ( -2014)
- IFK Kristianstad (2014-2016)
- SC Magdeburg (2016- )